# Катафиди
Катафиди (на гръцки: Καταφύδι) е най-високия връх в южната част на планината Чумерка, част от планинската верига Пинд.
Връх Катафиди е хидрографския център на цял Пинд разделящ водосборните басейни на реките течащи към Егейско море, Йонийско море и Коринтския залив. 